# 서울특별시도 제44호선
서울특별시도 제44호선(사당 ~ 암사선)은 서울특별시 동작구 사당동 남성초등학교와 강동구 암사동 선사사거리를 잇는 서울특별시도이다.

## 경유도로
- 사당로: 남성초등학교 ~ 이수역
- 서초대로: 이수역 ~ 강남역
- 테헤란로: 강남역 ~ 삼성교
- 올림픽로: 삼성교 ~ 선사사거리

## 노선
| 구간          | 이름                                                                | 접속 노선                                                   | 소재지      | 소재지                   | 비고        |
| 사당로 직결   | 사당로 직결                                                         | 사당로 직결                                                 | 사당로 직결 | 사당로 직결              | 사당로 직결 |
| ------------- | ------------------------------------------------------------------- | ----------------------------------------------------------- | ----------- | ------------------------ | ----------- |
| 사당로        | 남성초등학교 교차로                                                 | 사당로23길                                                  | 서울특별시  | 동작구                   |             |
| 사당로        | 이수역 교차로                                                       | 동작대로                                                    | 서울특별시  | 동작구                   |             |
| 서초대로      | 이수역 교차로                                                       | 동작대로                                                    | 서울특별시  | 서초구                   |             |
| 서초대로      | (사방교)                                                            | 방배천로                                                    | 서울특별시  | 서초구                   |             |
| 서초대로      | 방배초교입구 교차로                                                 | 도구로                                                      | 서울특별시  | 서초구                   |             |
| 서초대로      | (이름 없음)                                                         | 방배중앙로                                                  | 서울특별시  | 서초구                   |             |
| 서초대로      | 내방역 교차로                                                       | 방배로                                                      | 서울특별시  | 서초구                   |             |
| 서초대로      | 서리풀터널                                                          |                                                             | 서울특별시  | 서초구                   |             |
| 서초대로      | (이름 없음)                                                         | 동광로 명달로                                               | 서울특별시  | 서초구                   |             |
| 서초대로      | 대법원                                                              |                                                             | 서울특별시  | 서초구                   |             |
| 서초대로      | 서초역 교차로                                                       | 반포대로                                                    | 서울특별시  | 서초구                   |             |
| 서초대로      | (교차로 이름 없음) 서울중앙지방검찰청 서울고등법원 서울중앙지방법원 | 법원로                                                      | 서울특별시  | 서초구                   |             |
| 서초대로      | 법원.검찰청 교차로 (교대역)                                         | 서초중앙로                                                  | 서울특별시  | 서초구                   |             |
| 서초대로      | 진흥아파트 교차로                                                   | 서운로                                                      | 서울특별시  | 서초구                   |             |
| 서초대로      | 강남역 교차로                                                       | 강남대로                                                    | 서울특별시  | 서초구                   |             |
| 테헤란로      | 강남역 교차로                                                       | 강남대로                                                    | 서울특별시  | 강남구                   |             |
| 테헤란로      | 국기원입구 교차로                                                   | 테헤란로7길 테헤란로8길                                     | 서울특별시  | 강남구                   |             |
| 테헤란로      | 역삼역 교차로                                                       | 논현로                                                      | 서울특별시  | 강남구                   |             |
| 테헤란로      | 르네상스호텔 교차로                                                 | 언주로                                                      | 서울특별시  | 강남구                   |             |
| 테헤란로      | 선릉역 교차로                                                       | 선릉로                                                      | 서울특별시  | 강남구                   |             |
| 테헤란로      | 선정릉                                                              |                                                             | 서울특별시  | 강남구                   |             |
| 테헤란로      | 포스코사거리                                                        | 삼성로                                                      | 서울특별시  | 강남구                   |             |
| 테헤란로      | 삼성역 교차로 (코엑스)                                              | 국도 제47호선 (영동대로) 국가지원지방도 제23호선 (영동대로) | 서울특별시  | 강남구                   |             |
| 테헤란로      | 강남경찰서 교차로                                                   | 테헤란로113길 테헤한로114길                                 | 서울특별시  | 강남구                   |             |
| 테헤란로      | 삼성교 교차로                                                       | 테헤란로115길 역삼로107길                                   | 서울특별시  | 강남구                   |             |
| 테헤란로      | 삼성교                                                              |                                                             | 서울특별시  | 강남구                   |             |
| 올림픽로      | 송파구                                                              |                                                             | 서울특별시  |                          |             |
| 올림픽로      | 송파구                                                              | 종합운동장 교차로                                           | 서울특별시  | 탄천동로                 |             |
| 올림픽로      | 송파구                                                              | 서울종합운동장 (남문) (종합운동장역)                        | 서울특별시  |                          |             |
| 올림픽로      | 송파구                                                              | 종합운동장 교차로                                           | 서울특별시  | 백제고분로               |             |
| 올림픽로      | 송파구                                                              | 잠실새내역 교차로                                           | 서울특별시  | 석촌호수로               |             |
| 올림픽로      | 송파구                                                              | 잠실3사거리                                                 | 서울특별시  | 잠실로                   |             |
| 올림픽로      | 송파구                                                              | 롯데월드                                                    | 서울특별시  |                          |             |
| 올림픽로      | 송파구                                                              | 잠실역 교차로 (롯데월드타워)                                | 서울특별시  | 국도 제3호선 (송파대로)  |             |
| 올림픽로      | 송파구                                                              | 송파구청 교차로                                             | 서울특별시  | 오금로                   |             |
| 올림픽로      | 송파구                                                              | 올림픽공원 교차로 (평화의 문) (몽촌토성역)                  | 서울특별시  | 위례성대로               |             |
| 올림픽로      | 송파구                                                              | 올림픽회관 교차로 (올림픽공원 서1문)                        | 서울특별시  | 올림픽로35길             |             |
| 올림픽로      | 송파구                                                              | 성내교                                                      | 서울특별시  |                          |             |
| 올림픽로      | 송파구                                                              | 올림픽대교남단 교차로                                       | 서울특별시  | 강동대로                 |             |
| 올림픽로      | 송파구                                                              | 풍납사거리                                                  | 서울특별시  | 토성로 강동대로 연결도로 |             |
| 올림픽로      | 서:송파구 동:강동구                                                 | 풍납사거리                                                  | 서울특별시  | 토성로 강동대로 연결도로 |             |
| 올림픽로      | 강동구청역 교차로 (강동구청)                                        | 성내로 천호옛길                                             | 서울특별시  |                          |             |
| 올림픽로      | 영파여자고등학교앞 교차로                                           | 풍성로                                                      | 서울특별시  |                          |             |
| 올림픽로      | 천호사거리 (천호역) (풍납토성)                                      | 국도 제43호선 (천호대로)                                    | 서울특별시  |                          |             |
| 올림픽로      | 천호사거리 (천호역) (풍납토성)                                      | 국도 제43호선 (천호대로)                                    | 서울특별시  | 강동구                   |             |
| 올림픽로      | 광진교남단 교차로                                                   | 구천면로                                                    | 서울특별시  |                          |             |
| 올림픽로      | 천호동공원 교차로                                                   | 천중로                                                      | 서울특별시  |                          |             |
| 올림픽로      | 암사역 교차로                                                       | 상암로                                                      | 서울특별시  |                          |             |
| 올림픽로      | 선사사거리                                                          | 고덕로                                                      | 서울특별시  |                          |             |
| 올림픽로 직결 |                                                                     |                                                             |             |                          |             |